# Стандарти ISO
Ця  стаття містить неповний перелік стандартів Міжнародної організації зі стандартизації (ISO). Станом на лютий 2024 року, ISO розробила понад 25 187 міжнародних стандартів; усі вони включені до каталогу стандартів ISO.
Близько 300 ISO та IEC стандартів Joint Technical Committee 1 (JTC1) зробила вільно доступними.

## ISO 1— ISO 999
- ISO 1 Визначення стандартної еталонної температури для специфікації та верифікації товарів величиною 20 °C.
- ISO 2 Текстильне виробництво — Маркування напрямку скручування ниток та пов'язаних з цим товарів.
- ISO 3 Переважні числа — ряди переважних чисел (ряди Ренара).
- ISO 4 Правила для скорочення (абревіатур) слів і назв публікацій.
- ISO 5 Фотографії та графічні технології — вимірювання щільності.
- ISO 6 Світлочутливість фотоматеріалів.
- ISO 7 Трубна різьба.
- ISO 9 Транслітерація символів кирилиці в латиницю.
- ISO 216 — стандарт розміру паперу, що використовується більшістю країн в наш час. Цей стандарт визначає добре відомий формат паперу А4.
- ISO 639 — коди мов.
- ISO 732 Фотографія — Розміри плівок 120 та 220.

## ISO 1000— ISO 9999
- ISO 1000[en] СІ одиниці (величини) та рекомендації з використання похідних та деяких інших величин
- ISO 3166 — кодові позначення держав і залежних територій, а також адміністративно-територіальних одиниць усередині держави
  - ISO 3166-1 — кодові позначення держав і залежних територій
  - ISO 3166-2 — кодові позначення адміністративно-територіальних одиниць усередині держави
- ISO 3779:2009 Дорожні транспортні засоби. Ідентифікаційний номер транспортного засобу (VIN). Зміст та структура
- ISO 3780:2009 Дорожні транспортні засоби. Міжнародний код виробника (WMI)
- ISO 4030:1983 Дорожні транспортні засоби. Ідентифікаційний номер транспортного засобу (VIN). Розташування і кріплення

## ISO 10000— ISO 19999
- ISO 10006[en] Управління якістю — Керівництва з якості в управлінні проєктами

## ISO 20000— ISO 29999
- ISO/IEC 20000:2005 ІТ управління сервісами (заснована на BS15000)

## ISO 30000— ISO 39999
- ISO 31000[en] — Управління ризиками
- ISO 32000 — PDF — відкритий формат файлу
- ISO/IEC 38500[en] — Корпоративне управління інформаційними технологіями

## ISO 40000— ISO 59999
- ISO 45001 — Системи управління охороною здоров'я та безпекою праці. Вимоги

- ISO 50001 — Система енегретичного менеджмента

## ISO 80000
- ISO/IEC 80000